# Dania Ramírez
Dania Ramírez (Santo Domingo, 8 novembre 1979) è un'attrice e modella dominicana, principalmente nota per il ruolo di Rosie Falta nella serie Devious Maids - Panni sporchi a Beverly Hills, per quello di Maya Herrera in Heroes, e per quello di Cenerentola in C'era una volta.

## Biografia

### Carriera
Nata nella Repubblica Dominicana, fin da piccola sogna di diventare attrice. Viene scoperta ben presto da un talent scout in cerca di modelle. All'età di quindici anni si trasferisce a New York, dove inizia a lavorare nella pubblicità, ottenendo piccole apparizioni in spot pubblicitari. Studia recitazione presso l'Actor's Workshop di New York, successivamente completa gli studi alla Montclair State University nel New Jersey. Terminati gli studi si trasferisce a Los Angeles.
Debutta con una piccola parte nel film a episodi Subway Stories - Cronache metropolitane, in quell'occasione conosce il regista Spike Lee, che in seguito le affida parti nei suoi film La 25ª ora e Lei mi odia. Nel 2004 recita nel film Il mio grasso grosso amico Albert, mentre nel 2006 interpreta il ruolo della mutante Callisto in X-Men - Conflitto finale di Brett Ratner. Ha recitato nella serie TV Heroes, dove interpreta il ruolo di Maya Herrera.
Prende parte, come personaggio ricorrente, nella settima stagione della serie Entourage interpretando il ruolo di Alex, inoltre nel 2008 partecipa al film horror Quarantena. È apparsa nel videoclip nella canzone Into the Night di Carlos Santana. Nel 2012 recita al fianco di Joseph Gordon-Levitt in Senza freni; diventa successivamente una delle protagoniste della serie Devious Maids - Panni sporchi a Beverly Hills, ideata da Marc Cherry e prodotta da Eva Longoria, in cui interpreta Rosie Falta dal 2013 al 2016.
Nel 2017 viene scelta da Adam Horowitz e Edward Kitsis per interpretare Cenerentola in C'era una volta.

### Vita privata
Nel 2013 si sposa con il regista John Beverly Amos Land, e a dicembre dà alla luce due gemelli, una femmina ed un maschio, Gaia e Aether.

## Filmografia

### Cinema
- La 25ª ora (25th Hour), regia di Spike Lee (2002)
- Lei mi odia (She Hate Me), regia di Spike Lee (2004)
- Il mio grasso grosso amico Albert (Fat Albert), regia di Joel Zwick (2004)
- X-Men - Conflitto finale (X-Men: The Last Stand), regia di Brett Ratner (2006)
- Illegal Tender, regia di Franc. Reyes (2007)
- Quarantena (Quarantine), regia di John Erick Dowdle (2008)
- The Fifth Commandment, regia di Jesse V. Johnson (2008)
- American Pie: Ancora insieme (American Reunion), regia di Jon Hurwitz e Hayden Schlossberg (2012)
- Senza freni (Premium Rush), regia di David Koepp (2012)
- Mojave, regia di William Monahan (2015)
- Off the Menu, regia di Jay Silverman (2017)
- Lycan, regia di Bev Land (2017)
- Vuoi cucinare con me? (Off the Menu), regia di Jay Silverman (2018)
- Jumanji: The Next Level, regia di Jake Kasdan (2019)

### Televisione
- Buffy l'ammazzavampiri (Buffy the Vampire Slayer) – serie TV, 3 episodi (2003)
- Run of the House – serie TV, 1 episodio (2003)
- 10-8: Officers on Duty - serie TV, 1 episodio (2004)
- Romy & Michelle - Quasi ricche e famose (Romy and Michele: In the Beginning) – film TV, regia di Robin Schiff (2005)
- I Soprano (The Sopranos) – serie TV, 5 episodi (2006-2007)
- Heroes – serie TV, 15 episodi (2007-2008) – Maya Herrera
- America's Next Top Model – reality show, 2 episodi (2010)
- Entourage – serie TV, 9 episodi (2010)
- Devious Maids - Panni sporchi a Beverly Hills (Devious Maids) – serie TV, 49 episodi (2013-2016) – Rosie Falta
- Codice rosso (First Response), regia di Philippe Gagnon – film TV (2015)
- Noches con Platanito – serie TV, episodio 15x6 (2016)
- C'era una volta (Once Upon a Time) – serie TV, 22 episodi (2017-2018)
- Tell Me a Story – serie TV, 10 episodi (2018-2019)
- Sweet Tooth – serie TV, 16 episodi (2021-2024)
- Alert: Missing Persons Unit – serie TV, 20 episodi (2023-2025)

### Cortometraggi
- Little Black Boot, regia di Colette Burson (2004)
- The Ecology of Love, regia di Brin Hill (2004)

### Doppiaggio
- Suicide Squad - Un inferno da scontare (Suicide Squad: Hell to Pay) - film d'animazione, regia di Sam Liu (2018)
- Justice League Action - serie animata, 1 episodio (2018)

## Doppiatrici italiane
Nelle versioni in italiano delle opere in cui ha recitato, Dania Ramírez è stata doppiata da:
- Alessia Amendola in Quarantena, American Pie: Ancora insieme, Il mio grosso grasso amico Albert, Senza freni
- Ilaria Latini in Devious Maids - Panni sporchi a Beverly Hills, C'era una volta
- Domitilla D'Amico in X-Men: Conflitto finale, Romy & Michelle - Quasi ricche e famose
- Chiara Gioncardi in Tell Me a Story, Sweet Tooth
- Maura Cenciarelli in I Soprano
- Laura Cosenza in Heroes
- Cristina Poccardi in Entourage
- Elena Canone in The Fifth Commandment
- Alessandra Cassioli in Lei mi odia
- Emanuela Damasio in Illegal Tender
- Sophia De Pietro in Vuoi cucinare con me?
- Benedetta Degli Innocenti in Codice rosso
- Emanuela D'Amico in Alert: Missing Persons Unit